# Partito della Sinistra Democratica (Slovacchia)
Il Partito della Sinistra Democratica (in slovacco: Strana demokratickej ľavice - SDĽ) è stato un partito politico slovacco di orientamento socialista democratico nato nel 1990 dalla disgregazione dello storico Partito Comunista di Slovacchia.
Nel 1994 dovette affrontare la scissione della corrente massimalista di Ján Ľupták, che costituì il Raggruppamento degli Operai di Slovacchia.
Un'ulteriore scissione si verificò nel 1999, quando la componente guidata da Robert Fico dette vita un nuovo soggetto politico di stampo socialdemocratico, Direzione - Terza Via (SMER, poi Direzione - Socialdemocrazia). Attorno alla nuova formazione si raccolse il bacino elettorale di SDĽ, tanto che, in occasione delle elezioni parlamentari 2002, SMER ottenne il 13,45% dei voti, mentre SDĽ crollò all'1,36% senza ottenere alcun seggio.
Ormai privo di visibilità, nel 2004 SDĽ confluì in SMER, ma gli esponenti contrari alla fusione ricostituirono il partito nel 2005.

## Risultati elettorali
| Elezione          | Voti    | %     | Seggi    |
| ----------------- | ------- | ----- | -------- |
| Parlamentari 1992 | 453.203 | 14,70 | 29 / 150 |
| Parlamentari 1994 | 299.496 | 10,42 | 18 / 150 |
| Parlamentari 1998 | 492.507 | 14,66 | 23 / 150 |
| Parlamentari 2002 | 39.163  | 1,36  | 0 / 150  |
|                   |         |       |          |
| Parlamentari 2006 | 2.906   | 0,13  | 0 / 150  |
| Europee 2009      | 5.158   | 0,62  | 0 / 13   |
| Parlamentari 2010 | 61.137  | 2,42  | 0 / 150  |
| 1.                |         |       |          |